# Aldea María Luisa
Aldea María Luisa é uma junta de governo da Entre Ríos, na Argentina.